# Калокир
Калоки́р (Kalokyros) (греч. Καλοκυρός, умер в 971 году) — византийский дипломат, сын стратига Херсонеса, патрикий с 967 г., претендент на византийский престол во время русско-византийской войны (970—971 гг.) в правление императоров Никифора II Фоки и Иоанна I Цимисхия.

## Биография
В 967 году между Византией и Болгарским царством разгорелся конфликт, причину которого источники излагают по-разному. Например, согласно хронике Иоанна Скили́цы (2-я половина XI века) в июне 967 г. византийский император Никифор Фока, совершая инспекционную поездку во Фракию, потребовал от болгарского царя Петра I воспрепятствовать венграм переправляться через Дунай с целью набегов на ромейские провинции. Когда Пётр уклонился от борьбы с сильным противником, византийская дипломатия решила наказать болгар, направив на них русов. В 967/968 году византийский император Никифор II Фока отправил к великому князю киевскому Святославу посольство.
Главе посольства Калокиру было передано 15 кентинариев золота (примерно 455 кг), чтобы направить русов в набег на Болгарию.
По одной из версий, Византия хотела сокрушить Болгарское царство чужими руками, а заодно ослабить Русь, которая после присоединения Хазарии могла обратить свой взгляд на крымские владения империи. По другой версии, цель Ромейской империи заключалась лишь в обуздании агрессии болгарского царя чужими руками, что было стандартной практикой византийской внешней политики.
Византийский историк XI — начала XII вв Иоанн Скили́ца пишет:

«Тогда Никифор почтил достоинством патрикия Калокира, сына херсонского противона, и отправил его к правителю России Свендославу, чтобы обещаниями даров и немалых почестей склонить его к нападению на болгар. Росы повиновались; на пятом году царствования Никифора в августе месяце 11 индикта [968 год] они напали на Болгарию, разорили многие города и села болгар, захватили обильную добычу и возвратились к себе.»— 
По мнению византийского историка Льва Диакона, современника событий, зимой 966/67 года к императору Никифору явилось болгарское посольство с требованием обычной дани. Возмущённый Никифор, который перед тем провёл несколько победных военных кампаний в Азии, сам отправился с войском в Болгарию, но остановился на её границах, опасаясь углубляться в гористую местность, где болгары прежде не раз наносили тяжёлые поражения византийцам. Никифор отозвал войско, а затем:

"Возведя в достоинство патрикия Калокира, мужа пылкого нрава и во всех отношениях горячего, он отправил его к тавроскифам, которых в просторечии обычно называют росами, с приказанием распределить между ними врученное ему золото, количеством около пятнадцати кентинариев [455 кг], и привести их в Мизию [Болгарию] с тем, чтобы они захватили эту страну.— 
Калокир прибыл к Святославу, завязал с ним дружбу, «совратил его дарами и очаровал льстивыми речами», а затем уговорил выступить против болгар.
По версии византийских хронистов Иоанна Скилицы и Льва Диакона Калокир договорился со Святославом об антиболгарском союзе, но вместе с тем попросил помочь ему отнять у Никифора Фоки византийский престол. За это, херсонесец пообещал «великие, бесчисленные сокровища из казны государственной», и право на все завоёванные болгарские земли.

«Особенно побуждал их к этому Калокир, который говорил, что если он будет провозглашен ими императором ромеев, то отдаст им Болгарию, заключит с ними вечный союз, увеличит обещанные им по договору дары и сделает их на всю жизнь своими союзниками и друзьями. Гордясь этими словами, росы рассматривали Болгарию как свою военную добычу и дали послам [Цимисхия] который обещал заплатить все, обещанное им Никифором, ответ, преисполненный варварской хвастливостью; ввиду этого стало необходимо решить дело войной.»— 
В связи с отказом византийцев от союзнических отношений с русскими, Калокир стал вести самостоятельную политику. Претендуя на престол в Константинополе, склонял Святослава к войне с империей. Калокир находился в русском лагере весь период «болгарской войны» Святослава.
После поражения Святослава в Болгарии (971), судьба Калокира остается неясной. Весьма вероятно, что во время русско-византийского конфликта Калокир (которого, как сообщается, Святослав любил и уважал как своего собственного брата) был захвачен византийцами в Преславе и предан смерти.
Есть версия, что позднее он вернулся на службу империи и в 996 г. был одним из двух руководителей греческого посольства к германскому императору Оттону III (980—1002) для ведения переговоров о брачном союзе двух императорских дворов. Но, скорее всего, этот Калокир является тезкой херсонесского авантюриста, как и действовавший в это время известный византийский военачальник и катепан Италии Калокир Дельфин (умер после 989 г.).
Миссия Калокира на Русь может быть предметом неясного текста (Записка греческого топарха), записанного на пустых страницах византийского кодекса 10-го века. В этом документе греческий топарх рассказывает о своем проходе через враждебную страну к северу от Черного моря между 964 и 967 годами. А. Н. Сахаров считает, что в документе описывается возвращение Калокира из Киева через остров Березань в Крым, хотя точность этой интерпретации остается дискуссионной.